# Lygodactylus luteopicturatus
Lygodactylus luteopicturatus es una especie de gecko que pertenece al género Lygodactylus de la familia Gekkonidae. Es nativo de África Oriental.

## Distribución y hábitat
Su área de distribución incluye el sur de Kenia, el este de Tanzania, incluyendo la isla de Zanzíbar.  Es una especie trepadora diurna cuyo hábitat natural es el bosque.

## Taxonomía
Se reconoce las siguientes subespecies:
- Lygodactylus luteopicturatus luteopicturatus Pasteur, 1964
- Lygodactylus luteopicturatus zanzibaritis Pasteur, 1964